# Султангалиев, Гайнулла Султангалиевич
Гайнулла Султангалиевич Султангалиев (1899, урочище Муратсай Торгунский уезд Внутренняя Букеевская Орда — 1974, Смоленская область) — советский партийный и государственный деятель, с мая 1928 по сентябрь 1931 года Нарком труда КазАССР.

## Биография
Гайнулла Султангалиевич Султангалиев родился в 1899 году в урочище Муратсай Торгунского уезда Внутренней Букеевской Орды. Отец Султангали Бигалиев скотовод-кочевник. Старший брат Хайдар Султангалиев, в 1916 мобилизован на тыловые работы в армию. Казах. Член Коммунистической партии с 1919 года.

### Образование
В 1914—1916 годы учился Ханско-Ставочном высшеначальном училище, г. Урда.
В 1923—1924 годы слушатель курсов секретарей уездных комитетов при ЦК РКП(б).
В 1929—1931 годы слушатель курсов марксизма-ленинизма при ЦК ВКП(б), г. Москва.

### Трудовая деятельность
В 1916—1917 годы служба в Царской Армии на тыловых работах в годы Первой мировой войны.
В 1918—1919 годы член, секретарь Муратсайского волисполкома и комитета бедноты, Джаныбекский уезд.
В 1919 году доброволец 1-го советского образцового казахского кавалерийского полка, курсант полковой школы при Казвоенкомате.
В 1920—1921 годы слушатель кавалерийских курсов РККА, гг. Урда, Оренбург.
В 1920 году командир взвода курсантского отряда при подавлении восстания А. Сапожкова.
В 1921—1923 годы секретарь Муратсайского волисполкома, сотрудник районной конторольной инспекции, отдела труда волисполкома, заведующий организационным отделом Торгунского уездного комитета РКП(б), заведующий отделом Урдинского уездного иполкома.
В 1922—1923 годы председатель Урдинского уездного исполкома, Букеевская губерния.
В 1924—1925 годы секретарь Денгизского уездного комитета РКП(б), с. Ганюшкино.
В 1925—1926 годы заместитель заведующего организационнораспределительным отделом и отделом агитации и пропаганды Уральского и Актюбинского губкомов ВКП(б), заместитель секретаря Уральского губкома ВКП(б).
В 1926—1928 годы ответственный секретарь Актюбинского губкома ВКП(б).
В 1928 году ответинструктор Казкрайкома ВКП (б).
В 1928—1929 годы ответственный секретарь Каркаралинского окружкома ВКП(б).
В 1931—1932 годы секретарь Арысского райкома ВКП(б).
С мая 1932 по май 1933 года Нарком труда Казахской АССР.
В 1933—1935 годы начальник политического отдела Аулие-Атинской машино-тракторной станции (МТС), Южно-Казахстанская область, Мукринской МТС, Каратальский район Алма-Атинской области.
В 1935 году секретарь Кугалинского РК ВКП(б), Алма-Атинская область.
В 1936 году секретарь Кегенского райкома ВКП(б), Алма-Атинская область .
22 мая 1938 года бюро Алма-Атинского обкома КПК постановило «исключенного из партии Кегенской районной партконференцией Султангалиева вывести из состава пленума обкома, как врага народа и дело передать органам НКВД. Вопрос о выводе Султангалиева из состава членов обкома проголосовать опросом членов пленума обкома». Арестован 29 мая 1938 года. Приговорен в апреле 1939 года к 20 годам ИТЛ, приговор опротестован и дело отправлено на новое расследование. Реабилитирован и освобожден 15 февраля 1941 года УНКВД по Алма-Атинской области.
В 1941—1942 годы директор Алма-Атинского государственного заповедника, служил в РККА.
В 1942—1945 годы директор Кетменского мехлесопункта и Тургенского овцесовхоза, заведующий отделом торговли ЭнбекшиКазахского райисполкома, Алма-Атинская область.
С августа 1945 года директор Алма-Атинского овощесеменоводческого совхоза. Скончался в 1974г .
Член КазЦИК и Казкрайкома ВКП (б). Делегат ХVI Всесоюзной конференции ВКП(б) (1929 г.), делегат и член счетной комиссии ХV съезда ВКП(б) (1929 г.), VI Казахстанской краевой конференции ВКП(б) (1927 г.), I съезда КП(б)К (1937 г.).
Награжден знаком «15 лет КССР» (1935).